# Самадхи (будизъм)
В будизма, самадхи (пали / санскрит: समाधि) е умствената концентрация или съставянето на ума. Той е една от трите групи на Благородния Осмократен Път.

## Етимология
Терминът самадхи е общ за санскритските и палийските езици.
Често срещаните китайски термини за самадхи включват транслитерациите санмеи  (三昧) и санмоди (三摩 地 или 三 摩提), както и превод на термина буквално като дин (定 „неподвижност“). В преводите на Кумараджива обикновено се използва санмеи (三昧), а в тези на Сюен Дзан се използва дин. Китайски будистки канон включва тези, както и други преводи и транслитерации на термина.